# Bayt Īdis
Bayt Īdis (arabiska: بيت إيدس) är en ort i Jordanien.   Den ligger i guvernementet Irbid, i den norra delen av landet, 60 km norr om huvudstaden Amman. Bayt Īdis ligger 571 meter över havet och antalet invånare är 4 723.
Terrängen runt Bayt Īdis är lite bergig. Runt Bayt Īdis är det tätbefolkat, med 266 invånare per kvadratkilometer. Närmaste större samhälle är Irbid, 19,4 km nordost om Bayt Īdis. Trakten runt Bayt Īdis består till största delen av jordbruksmark.